# Sossor
Sossor is een geslacht van kevers uit de familie  
kniptorren (Elateridae).
Het geslacht is voor het eerst wetenschappelijk beschreven in 1883 door Candèze.

## Soorten
Het geslacht omvat de volgende soort:
- Sossor hageni Candèze, 1883